# Marengo-proces
Het Marengo-proces is een Nederlandse strafzaak tegen zeventien verdachten, onder wie Ridouan Taghi en Saïd Razzouki. Zij worden als vermoedelijke leden van een criminele organisatie binnen de zogeheten Mocro Maffia verdacht van zes moorden en vier pogingen daartoe in Nederland in de periode van 2015 tot 2017. De aanklachten maken het een van de grootste strafprocessen van Nederland.
De inhoudelijke behandeling ging van start op 11 maart 2021 en de uitspraak was op 27 februari 2024. Taghi, Razzouki en Mario R. kregen levenslange celstraf. Een aantal verdachten gaf aan in hoger beroep te zullen gaan.
Het proces werd verder gekenmerkt door geweld. Gedurende het proces werden de broer van de kroongetuige, de advocaat van de kroongetuige, Derk Wiersum, en de vertrouwenspersoon van de kroongetuige, Peter R. de Vries, vermoord. Ook werd een van de advocaten van Taghi veroordeeld wegens het doorspelen van informatie vanuit de gevangenis.

## Verdachten
| Naam                 | Eis van OM         | Uitspraak          | Advocaten |
| -------------------- | ------------------ | ------------------ | --- |
| Ridouan Taghi        | Levenslang         | Levenslang         | Inez Weski (-2023) Susanne Boersma (-2023) Laura Versluis (-2023) Michael Ruperti (2023) Arthur van der Biezen (2023) Sjoerd van Berge Henegouwen (2023) Vito Shukrula (2024) Carlo Crince le Roy (2024) |
| Saïd Razzouki        | Levenslang         | Levenslang         | Christian Flokstra (-2021) Nico Meijering (-2021) Robert van ’t Land Mark Dunsbergen |
| Mohamed Razzouki     | Levenslang         | 27 jaar            | Christian Flokstra Nico Meijering |
| Zaki Razzouki        | 14 jaar            | 5 jaar, 8 maanden  | Yassine Bouchikhi |
| Zakaria Amhitte      | 25 jaar, 8 maanden | 9 jaar, 6 maanden  | Jan-Hein Kuijpers |
| Charif el Aissaoui   | 16 jaar            | 3 jaar, 8 maanden  | Peter Plasman |
| Mohammed el Aissaoui | 26 jaar, 5 maanden | 13 jaar, 7 maanden | Marcel Heuvelmans |
| Zakaria el Hamdani   | 26 jaar, 8 maanden | 23 jaar, 4 maanden | Jurriaan de Vries |
| Bagdad el Harrachi   | 16 jaar            | 8 jaar, 7 maanden  | Ruud van Boom |
| Ricardo O.           | 5 jaar, 11 maanden | 1 jaar, 9 maanden  | Max den Blanken |
| Achraf B.            | Levenslang         | 29 jaar, 2 maanden | Guy Weski Anna Segers (2024-2025) |
| Mohamed M.           | 16 jaar            | 5 jaar, 6 maanden  | Christian Flokstra |
| Arthur M.            | 23 jaar, 8 maanden | 19 jaar, 3 maanden | Shirley Sprinter |
| Mao Romo             | Levenslang         | 15 jaar, 8 maanden | Inez Weski (-2023) Susanne Boersma |
| Mario Romo           | Levenslang         | Levenslang         | Inez Weski (-2023) Susanne Boersma |
| Walid M.             | 20 jaar            | 15 jaar, 2 maanden | C. van Oort |

## Beschuldigingen

### 140 Sr.
Dit onderzoek heeft betrekking op deelname aan criminele organisatie in de periode 1 juli 2015 tot 14 januari 2017.

### Rudolf
Dit onderzoek had betrekking op de moord op Ronald Bakker en de voorbereiding van een aanslag op de spyshop waar hij werkte.
Bakker werd vermoord omdat hij de recherche informatie verstrekt zou hebben over klanten van de winkel in Nieuwegein waar hij werkte. In een aparte zaak zijn voor deze moord ook twee 'spotters' veroordeeld.
Voorbereidingshandelingen voor het veroorzaken van een explosie in de spyshop in Nieuwegein, waar Bakker werkzaam was. Taghi verdacht het bedrijf van samenwerking met politie en justitie. Dit bleek uit door de politie onderschepte berichten via PGP-telefoons tussen Taghi en medeverdachten, die pas jaren later konden worden gekraakt.

### Ster
Dit onderzoek had betrekking op de voorbereiding van moord op Fachtali en de moord op Samir Erraghib. Volgens onderschepte berichten (PGP’s) ging Taghi ervan uit dat Erraghib informatie over zijn organisatie door heeft gespeeld naar de politie.

### Aker
Dit onderzoek had betrekking op de moord op Abderrahim Belhadj. Volgens het OM had Taghi opdracht gegeven hem te liquideren omdat Belhadj twee blokken cocaïne zou hebben gestolen.

### Kreta
Dit onderzoek had betrekking op de voorbereiding van moord op de broers El Margai, Buzhu en Scekic, en de moord op de laatste. Scekic werd vermoord vlak voor hij moest getuigen in een strafzaak tegen Taghi in Utrecht. Hij zou deel hebben uitgemaakt van een groep die namens Taghi moorden voorbereidde.

### Raspvijl
Poging van moord op Martin Kok. In juni 2016 publiceerde oud-crimineel en misdaadblogger Martin Kok op zijn website Vlinderscrime over twee handlangers van Taghi. In juli 2016 werd gepoogd Kok te liquideren door een bom onder de auto waarin hij reed te plaatsen, maar deze werd op tijd gevonden.

### Tennis
Poging tot moord op Abdelkarim Ahabad

### Plato
Poging tot moord op Khalid Badho. In de nacht werd Khalid Badho's huis betreden door twee of drie mannen, gewapend met automatische wapens. Badho wist door het raam de woning te ontvluchten.

### Zeilboot
Poging tot moord op Martin Kok en moord op Martin Kok. Op 12 september 2016 schreef Kok op zijn website over Taghi, Richard R. en Naoufal F. Op 8 december in de middag in Amsterdam-Zuid werd wederom een moordpoging gedaan op Kok, maar het wapen van de schutter haperde, zonder dat Kok het doorhad. Diezelfde avond werd Kok alsnog geliquideerd in Laren. Voor het in de val lokken van Kok is in een aparte zaak een Schotse man veroordeeld.

### Roos
Moord op Hakim Changachi. Volgens justitie was Changachi niet het doel van de moord, maar eigenlijk Khalid Hmidat.

### Doorn
Voorbereiding van moord op Khalid Hmidat. Khalid Hmidat was het eigenlijke doelwit van de liquidatie waarbij Changachi omgebracht werd. Enkele dagen later volgde een nieuwe moordpoging, maar Hmidat merkte zijn belagers op tijd op en alarmeerde de politie.

## Kroongetuige
Een belangrijke bron voor het Openbaar Ministerie is de kroongetuige Nabil B. Hij maakte onderdeel uit van de organisatie van Taghi en had vluchtauto's geregeld voor de vergismoord op Hakim Changachi op 12 januari 2017. Uit angst voor represailles van de familie van Changachi, liet Nabil B. zich - na overleg met advocaten - op 14 januari 2017 oppakken, nadat hij de politie zelf had getipt dat hij gewapend rondliep bij het Leidseplein en de P.C. Hooftstraat. Op deze manier hoopte hij een deal te kunnen sluiten met justitie.

### Liquidaties rond kroongetuige
Een week nadat bekend was geworden dat hij had besloten met justitie in zee te gaan, werd zijn broer Reduan in maart 2018 in een val gelokt en vermoord. Vooraf hadden familieleden van Nabil B. al gewaarschuwd dat de bekendmaking gevaren zou meebrengen voor de familie.
Op 18 september 2019 werd voorts zijn advocaat, Derk Wiersum, voor diens woning in Amsterdam vermoord.
In juli 2021 werd misdaadverslaggever Peter R. de Vries vermoord. Hij stond als vertrouwenspersoon op dat moment de kroongetuige bij.

### Advocaten
Nabil B. werd aanvankelijk bijgestaan door Bart Stapert en Derk Wiersum. Stapert stopte eind 2018, omdat hij raadsheer werd bij het hof in 's-Hertogenbosch.
Na de moord op Wiersum stopte de andere advocaat van de kroongetuige op 6 november 2019, waardoor Nabil B. geen advocaat meer had. Vanaf december 2019 werd hij (anoniem) opgevolgd door Oscar Hammerstein. Nabil B. werd tevens geadviseerd als vertrouwenspersoon door misdaadverslaggever Peter R. de Vries, tot zijn moord in juli 2021. Na onenigheid tussen De Vries en Hammerstein brak Nabil B. met Hammerstein in maart 2020. Na klachten van onder meer De Vries werd Hammerstein wegens diens handelen in het proces in december 2021 van het tableau geschrapt. Hammerstein werd vervolgens opgevolgd door Peter Schouten en Onno de Jong als advocaten. Schouten en De Jong stapten in maart 2023 op als advocaten van de kroongetuige. Later dat jaar meldde De Jong zich weer als zijn advocaat, maar in april 2024 bleek er een breuk tussen hen.
Op 29 juni 2021 brachten advocaten van een van de verdachten berichten van de kroongetuige aan zijn vriendin naar buiten. Hieruit zou blijken dat de kroongetuige uit was op geld van de kroongetuigendeal. Een dag later verklaarde de advocaat van de kroongetuige dat die berichten voortkwamen uit woede over de in zijn ogen slechte beveiliging die de kroongetuige kreeg.

### Straf
Tegen Nabil B. was 10 jaar celstraf geëist, wat door de rechtbank werd opgelegd.

## Procesverloop

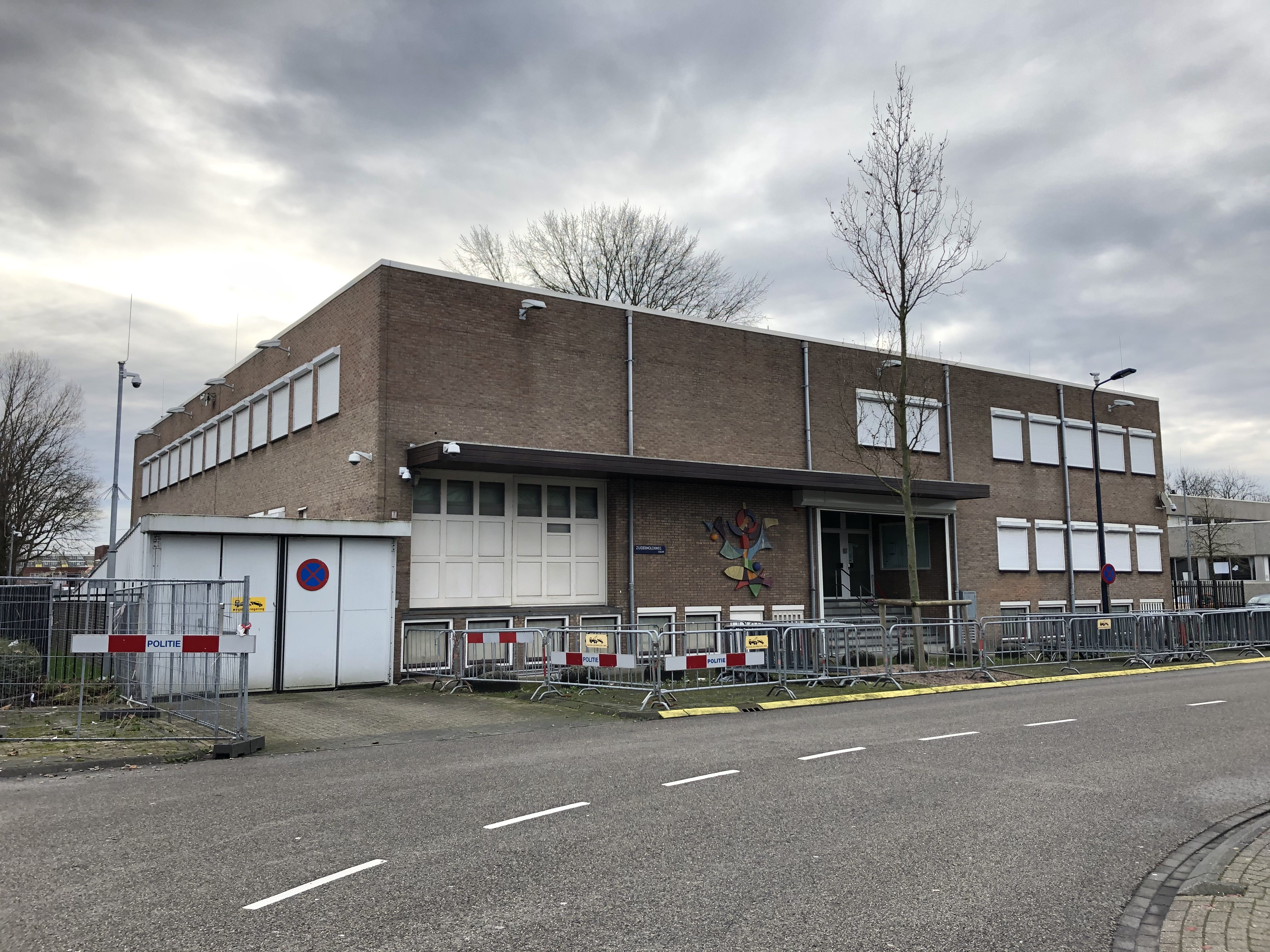
De zwaarbeveiligde De Bunker in Amsterdam Nieuw-West waar de rechtszaak plaatsvindt

De eerste pro-formazitting vond plaats op 23 maart 2018.
Op 31 mei 2019 deden advocaten van drie verdachten aangiften tegen het OM en de politie. Volgens de advocaten zouden zij stukken hebben gelekt naar Het Parool.
Enkele dagen na de moord op de advocaat van de kroongetuige op 18 september 2019, werd besloten om de strafzaak om veiligheidsredenen besloten voort te zetten. Tegen het weren van pers bij de zittingen werd geprotesteerd door de Nederlandse Vereniging van Journalisten (NVJ) en het Nederlands Genootschap van Hoofdredacteuren die pleitten voor een "open rechtspraak".
Op 17 oktober 2019 maakte Weski bekend de verdediging van Taghi neer te leggen. Ze vond dat er geen sprake was van een eerlijk proces, omdat ze onvoldoende onderzoek mocht doen. In december 2019 werd Taghi gearresteerd in Dubai en overgebracht naar Vught. Weski pakte vervolgens de verdediging weer op.
Een rechter-commissaris die al sinds juli 2019 betrokken was bij het proces, trok zich in oktober 2020 terug als onderzoeksrechter. Volgens haar werd ze onaanvaardbaar bejegend door advocaten.

### Inhoudelijke behandeling
De inhoudelijke behandeling van het Marengo-proces begon op 22 maart 2021.
Op 11 juni 2021 wraakten de advocaten van Nabil B. de rechters van het proces vanwege vooringenomenheid. De wrakingskamer wees dit verzoek een week later af.
Youssef Taghi, neef en media-advocaat van Ridouan Taghi, werd in oktober 2021 aangehouden, omdat Ridouan Taghi via hem communiceerde met de buitenwereld en onder meer zo voorbereidingen voor een gewelddadige ontsnappingspoging trof.
Op 29 maart 2022 legden de advocaten van Mohamed Razzouki de actieve verdediging neer. Zij waren het er niet mee eens dat zij niet de partner van de kroongetuige mochten horen.
Op 8 juni 2022 begon het Openbaar Ministerie met het requisitoir. Op 28 juni 2022 maakte het OM de strafeisen bekend voor alle verdachten behalve Saïd Razzouki. Op 17 februari 2023 werd ook tegen Saïd Razzouki levenslang geëist.
Op 20 april 2023 reageerde Weski namens haar cliënten Taghi, Mao en Mario R. voor het laatst inhoudelijk in het proces. Een dag later werd zij aangehouden op verdenking van deelname aan een criminele organisatie. Taghi zou haar gebruikt hebben om te communiceren met de buitenwereld. Ze legde vervolgens de verdediging van Taghi neer. Michael Ruperti, Sjoerd van Berge Henegouwen en Arthur van Biezen namen niet veel later de verdediging over. Na zes maanden legden zij dit echter alweer neer, omdat de rechtbank niet mee was gegaan in hun verzoek om het proces negen maanden uit te stellen zodat zij zich konden inlezen. Taghi had daarmee geen advocaat meer.
Op 27 februari 2024 deed de rechtbank uitspraak in eerste aanleg in de zaak. Drie van de in totaal zeventien verdachten – onder wie Taghi – kregen levenslang.
In november 2024 werden Vito Shukrula en Carlo Crince le Roy als nieuwe advocaten van Taghi op de zaak gezet. Op 10 april 2025 werd Shukrula echter zelf gearresteerd, op verdenking van deelname aan Taghi's criminele organisatie. De twee overgebleven advocaten van Taghi, Crince le Roy en  ultan Kat, legden een week later de verdediging neer. Hiermee dreigde het proces opnieuw stil te vallen.

## Naam
De term 'Marengo' is een door de computer willekeurig gekozen naam, Marengo is een kenmerkende kleur van een textielstof.